# Don Knotts
Jesse Donald Knotts, más conocido como Don Knotts (Morgantown, Virginia Occidental, 21 de julio de 1924-Los Ángeles, California, 24 de febrero de 2006), fue un actor y cómico estadounidense. Es muy conocido por su papel del ayudante del sheriff Barney Fife en la comedia de los años sesenta The Andy Griffith Show, por el que ganó cinco premios Emmy. También interpretó a Ralph Furley en la muy valorada sitcom Three's Company de 1979 a 1984. Protagonizó varias películas cómicas, entre ellas The Incredible Mr. Limpet (1964) y The Ghost and Mr. Chicken (1966). En 2004, TV Guide lo incluyó en el número 27 de su lista de las 50 mayores estrellas de la televisión de todos los tiempos.

## Biografía
Don Knotts fue el último de los cuatro hijos de Elsie Lueztta Moore y William Jesse Knotts. Los antepasados por el lado paterno de Knotts emigraron de Inglaterra a América en el siglo XVII y originalmente se asentaron en el condado de Queen Anne, Maryland. El padre de Knotts fue un agricultor, quien, debido a la carga del cuarto hijo (Don), por haber nacido tan tarde (su madre tenía cuarenta años), tuvo un ataque de nervios, convirtiéndose en una sombra de lo que había sido. Afligido por tanto alcoholismo y la esquizofrenia, a veces aterrorizaba a su pequeño hijo con un cuchillo, lo que hizo que Don se volviera introvertido a temprana edad. Su padre moriría de neumonía, cuando Knotts tenía trece años de edad. Knotts y sus tres hermanos fueron criados por su madre, quien dirigía una casa de huéspedes en Morgantown, Virginia Occidental. Su madre, Elsie L. Moore-Knotts, murió en 1969, a la edad de 84 años; su hijo William Earl Knotts (1910-1941) le precedió en la muerte en 1941, a la edad de 31 años. Están enterrados en el panteón familiar en Beverly Hills Memorial Park, en Morgantown, Virginia Occidental.
Knotts es primo sexto de Ron Howard, coestrella en el espectáculo de Andy Griffith. Una leyenda urbana proclama que Knotts había servido en el Cuerpo de Marines de los Estados Unidos durante la Segunda Guerra Mundial, como instructor en Parris Island. En realidad, Knotts se alistó en el Ejército de los Estados Unidos después de graduarse de la Morgantown High School y pasó la mayor parte de su servicio en la unidad de servicios especiales, de gira por las islas del Pacífico para entretener a las tropas como comediante en el espectáculo de variedades. Obtuvo una licenciatura en educación con especialización en oratoria en la Universidad de Virginia Occidental en Morgantown, graduándose en 1948. Fue miembro de la fraternidad Phi Sigma Kappa en la WVU.
Se casó con Kay Metz y regresó a Nueva York, donde los contactos que había hecho en la Sección de Servicios Especiales le ayudaron a entrar en el mundo del espectáculo. Además de hacer monólogos en clubes, actuó en la radio e interpretó al sabelotodo «Windy Wales» en un western radiofónico llamado «Bobby Benson and the B-Bar-B Riders».
Knotts tuvo su primera oportunidad en televisión en la telenovela Search for Tomorrow, en la que apareció de 1953 a 1955. Saltó a la fama en 1956 en el programa de variedades de Steve Allen, como parte de la compañía de repertorio de Allen, sobre todo en las entrevistas simuladas de Allen «Man in the Street», interpretando siempre a un hombre extremadamente nervioso. Permaneció con Allen hasta la temporada 1959-1960. Desde el 20 de octubre de 1955 hasta el 14 de septiembre de 1957, apareció en la versión teatral de Broadway de Sin tiempo para sargentos, donde interpretó dos papeles, enumerados en el programa de mano como Cabo Manual Destreza y Predicador. En 1958, debutó en el cine con Andy Griffith en la versión cinematográfica de Sin tiempo para sargentos, donde repitió su papel de Broadway, e interpretó a un administrador de pruebas de las Fuerzas Aéreas muy nervioso cuya rutina se ve alterada por las travesuras de un nuevo recluta provinciano.
En 1960, a Andy Griffith se le ofreció la oportunidad de protagonizar su propia comedia, The Andy Griffith Show (1960-1968). Knotts asumió el papel de Barney Fife, el ayudante -y originalmente primo- del sheriff Andy Taylor (interpretado por Griffith). Su interpretación del ayudante del sheriff le valió cinco premios Emmy al mejor actor secundario de comedia.
Knotts pasó a protagonizar una serie de comedias cinematográficas que se basaban en su personaje de la serie de televisión: hizo un cameo en It's a Mad, Mad, Mad, Mad World (1963), de United Artists, y protagonizó The Incredible Mr. Limpet (1964), de Warner Bros. A continuación, Knotts inició su contrato de cinco películas con Universal con El fantasma y el Sr. Pollo (1966), El astronauta reticente (1967), La pistola más caótica del Oeste (1968), ¿El dios del amor? (1969) y Cómo encuadrar a un Figg (1971). Tras rodar How to Frame a Figg, finalizó el contrato de cinco películas de Knotts con Universal.
Knotts repitió su papel de Barney Fife varias veces en la década de 1960: hizo cinco apariciones como invitado en The Andy Griffith Show (lo que le valió otros dos premios Emmy), y más tarde apareció una vez en el spin-off Mayberry R.F.D., en el que participó como padrino en la boda de Andy Taylor y su amor de toda la vida, Helen Crump. Siguió trabajando con regularidad, aunque no apareció como fijo en ninguna serie de televisión de éxito hasta que en 1979 consiguió el papel del casero Ralph Furley en Three's Company (Apartamento para tres/Tres son multitud) para las temporadas 4 a 8, tras la marcha de Norman Fell, que había interpretado al casero anterior.
En 1986, Knotts se reencontró con Andy Griffith en la película para televisión Regreso a Mayberry, retomando su papel de Barney Fife. A principios de 1987, se unió al reparto de la comedia de estreno What a Country, en el papel del director Bud McPherson, para los 13 episodios restantes. Fue producida por Martin Rips y Joseph Staretski, que habían trabajado anteriormente en Three's Company.
En 1988, Knotts se unió a Andy Griffith en la serie Matlock, en el papel recurrente del molesto vecino Les Calhoun, hasta 1992.
Después de eso, sus papeles fueron esporádicos, incluyendo un cameo en la película Big Bully (1996) como el director del instituto. En 1998, tuvo un papel pequeño pero fundamental como un misterioso reparador de televisión en Pleasantville. Ese año, su ciudad natal de Morgantown (Virginia Occidental) cambió el nombre de la calle antes conocida como South University Avenue (Ruta 119 de EE. UU.) por el de Don Knotts Boulevard en el «Día de Don Knotts». También ese día, en honor al papel de Knotts como Barney Fife, fue nombrado ayudante honorario del sheriff del condado de Monongalia.
Knotts fue reconocido en 2000 con una estrella en el Paseo de la Fama de Hollywood. Siguió actuando en teatro, pero gran parte de su trabajo en cine y televisión después de 2000 fue como doblador. ¡En 2002, volvió a aparecer con Scooby-Doo en el videojuego Scooby-Doo! Night of 100 Frights. (También hizo una parodia de sus apariciones en ese programa en varias promociones para Cartoon Network, y en una parodia en Robot Chicken, donde formó equipo con Phyllis Diller). En 2003, volvió a formar equipo con Tim Conway para poner voz a la serie infantil Hermie y sus amigos, que continuó hasta la muerte de Knotts. En 2005, fue la voz del alcalde Turkey Lurkey en Chicken Little (2005), su primera película de Disney desde 1979. El 12 de septiembre de 2003, se encontraba en Kansas City, en una versión teatral de On Golden Pond, cuando recibió una llamada de la familia de John Ritter para comunicarle que su antiguo compañero de reparto en Three's Company había fallecido ese mismo día a causa de una disección aórtica. Él y sus compañeros de reparto asistieron al funeral cuatro días después. Knotts había aparecido con Ritter por última vez en 2003 en un cameo en 8 Simple Rules for Dating My Teenage Daughter, en un episodio que rendía homenaje a su anterior serie de televisión. Knotts fue la última estrella de Three's Company que trabajó con Ritter.
Durante este periodo, la degeneración macular de ambos ojos provocó que Knotts, quedara prácticamente ciego. Sus apariciones en directo en televisión fueron escasas. En 2005, parodió su personaje de Ralph Furley mientras interpretaba una variación de Paul Young en un sketch de «Mujeres desesperadas» en los III Premios Anuales de TV Land. Parodió ese papel una última vez en «Stone Cold Crazy», un episodio de la sitcom That '70s Show, donde interpretó al casero. Fue su última aparición en televisión. Su último papel fue en Air Buddies (2006), una secuela directa a vídeo de Air Bud, en la que puso voz al perro Sniffer, ayudante del sheriff.
Knotts luchó contra la hipocondría y la degeneración macular. Betty Lynn, una de sus coprotagonistas en The Andy Griffith Show, lo describió como un «hombre muy tranquilo. Muy dulce. Nada que ver con Barney Fife". El guionista de televisión Mark Evanier lo definió como “la persona más querida de todo el mundo del espectáculo”.
Knotts falleció a la edad de 81 años el 24 de febrero de 2006 en el Centro Médico Cedars-Sinai de Los Ángeles a causa de complicaciones pulmonares y respiratorias derivadas de una neumonía relacionada con un cáncer de pulmón. Se sometió a tratamiento en el Centro Médico Cedars-Sinai en los meses previos a su muerte, pero regresó a casa tras sentirse mejor, según parece. Fue enterrado en el Westwood Memorial Park de Los Ángeles.
Los obituarios de Knotts lo citaban como una gran influencia para otros artistas. A principios de 2011, la sencilla lápida de granito de su tumba fue sustituida por una placa de bronce que representa varios de sus papeles en el cine y la televisión. El 23 de julio de 2016 se inauguró una estatua en su honor, creada por Jamie Lester, frente al Metropolitan Theatre de High Street, en Morgantown, Virginia Occidental, su ciudad natal.

## Filmografía

### Cine
| Año  | Título                                                                 | Personaje                | Notas                                                 |
| ---- | ---------------------------------------------------------------------- | ------------------------ | ----------------------------------------------------- |
| 1958 | No Time for Sargeants                                                  | Cabo John C. Brown       |                                                       |
| 1960 | Wake Me When It's Over                                                 | Sargento Percy Warren    |                                                       |
| 1961 | The Last Time I Saw Archie                                             | Capitán Harry Little     |                                                       |
| 1963 | It's a Mad, Mad, Mad, Mad World (El mundo está loco, loco, loco)       | El motorista nervioso    |                                                       |
| 1963 | Move Over, Darling (Apártate cariño / Yo, ella y la otra)              | Empleado de zapatos      |                                                       |
| 1964 | The Incredible Mr. Limpet (El increíble Sr. Limpet / Un pez con gafas) | Henry Limpet             |                                                       |
| 1966 | The Ghost and Mister Chicken                                           | Luther Heggs             |                                                       |
| 1967 | The Reluctant Astronaut                                                | Roy Fleming              |                                                       |
| 1968 | The Shakiest Gun in the West                                           | Dr. Jesse W. Heywood     |                                                       |
| 1969 | The Love God?                                                          | Abner Audubon Peacock IV |                                                       |
| 1971 | How to Frame a Figg                                                    | Hollis Alexander Figg    |                                                       |
| 1975 | The Apple Dumpling Gang (Los más torpes del Oeste)                     | Theodore Ogelvie         |                                                       |
| 1976 | No Deposit, No Return (Un secuestro de locos)                          | Bert Delaney             |                                                       |
| 1976 | Gus                                                                    | Entrenador Venner        |                                                       |
| 1977 | Herbie Goes to Monte Carlo (Herbie en el gran premio de Montecarlo)    | Wheely Applegate         |                                                       |
| 1978 | Mule Feathers                                                          | Narrador/la mula         | Voz                                                   |
| 1978 | Hot Lead and Cold Feet (La herencia de los Bloodshy)                   | Sheriff Denver Kid       |                                                       |
| 1979 | The Apple Dumpling Gang Rides Again (Los más torpes del oeste 2)       | Theodore Ogelvie         |                                                       |
| 1979 | The Prize Fighter (El boxeador)                                        | Shake                    |                                                       |
| 1980 | The Private Eyes (Detectives casi privados)                            | Inspector Winship        |                                                       |
| 1984 | Cannonball Run II (Los locos del Cannonball II)                        | CHP oficial #2           |                                                       |
| 1987 | Pinocchio and the Emperor of the Night                                 | Gee Willikers            | Voz                                                   |
| 1996 | Big Bully                                                              | Principal Kokelar        |                                                       |
| 1997 | Cats Don't Dance                                                       | T.W. Turtle              | Voz                                                   |
| 1998 | Pleasantville                                                          | Reparador de televisión  |                                                       |
| 2000 | Tom Sawyer                                                             | Mutt Potter              | Voz                                                   |
| 2000 | Quints                                                                 | Gobernador Healy         |                                                       |
| 2005 | Chicken Little                                                         | Mayor Turkey Lurkey      | Voz                                                   |
| 2006 | Air Buddies                                                            | Sniffer                  | Voz. Papel de película final (estrenada póstumamente) |

### Televisión
| Año       | Título                                               | Personaje                                                                      | Notas                                    |
| --------- | ---------------------------------------------------- | ------------------------------------------------------------------------------ | ---------------------------------------- |
| 1953-1955 | Search for Tomorrow                                  | Wilbur Peterson                                                                |                                          |
| 1956-1960 | The Steve Allen Show                                 | Él mismo                                                                       |                                          |
| 1960      | The Many Loves of Dobie Gillis                       | Esmond Metziger                                                                |                                          |
| 1960-1968 | The Andy Griffith Show                               | Barney Fife                                                                    |                                          |
| 1964      | The Joey Bishop Show                                 | Barney Fife                                                                    | 1 episodio                               |
| 1961-1965 | The Red Skelton Show                                 | Comodoro de Lagoons/Steady Finger's Ferguson/Horace Horatio/Sr. Pallid /Herbie |                                          |
| 1961-1963 | The New Steve Allen Show                             |                                                                                | Regular                                  |
| 1962-1964 | The Garry Moore Show                                 | Él mismo                                                                       | 4 episodios                              |
|           | McHale's Navy                                        | Teniente Pratt                                                                 | Temporada 4, episodio 25                 |
| 1963      | The Jerry Lewis Show                                 | Él mismo                                                                       | 1 episodio                               |
| 1966      | 38th Academy Awards                                  | Él mismo (copresentador)                                                       |                                          |
| 1967      | The Don Knotts Special                               | Él mismo (anfitrión/intérprete)                                                |                                          |
| 1970      | The Hollywood Palace                                 | Él mismo                                                                       | 1 episodio #7.17                         |
| 1970-1971 | The Don Knotts Show                                  | Él mismo (anfitrión)                                                           |                                          |
| 1970      | Don Knott's Nice Clean, Decent, Wholesome Hour       | Él mismo (anfitrión/intérprete)                                                |                                          |
| 1972      | The New Scooby-Doo Movies                            | Él mismo                                                                       | Voz. 2 episodios                         |
| 1972      | The Man Who Came to Dinner                           | Dr. Bradley                                                                    |                                          |
| 1972-1973 | The Flip Wilson Show                                 | Él mismo                                                                       | 2 episodios                              |
| 1973      | Dinah Shore: In Search of the Ideal Man              | Él mismo                                                                       |                                          |
| 1973      | I Love a Mystery                                     | Alexander Archer                                                               |                                          |
| 1973      | Here's Lucy                                          | Ben Fletcher                                                                   | 1 episodio                               |
| 1974-1977 | Hollywood Squares                                    | Él mismo (panelista)                                                           | 4 episodios                              |
| 1975      | Steve Allen's Laugh Back                             |                                                                                |                                          |
| 1976-1977 | The Captain & Tennille Show                          | Él mismo                                                                       | Invitado recurrente                      |
| 1977      | The Muppet Show                                      | Él mismo                                                                       | Estrella invitada especial               |
| 1978-1979 | Fantasy Island                                       | Felix Birdsong/Stanley Scheckter                                               |                                          |
| 1979      | The Love Boat                                        | Herb Grobecker/Devon King                                                      |                                          |
| 1979-1984 | Three's Company                                      | Ralph Furley                                                                   |                                          |
| 1985      | George Burns Comedy Week                             | Él mismo                                                                       |                                          |
| 1986      | Return to Mayberry                                   | Barney Fife                                                                    |                                          |
| 1987      | What a Country!                                      | F. Jerry Bud McPherson                                                         |                                          |
| 1987      | The Little Troll Prince                              | Profesor Nidaros                                                               | Voz                                      |
| 1987-1992 | Matlock                                              | Les Calhoun                                                                    |                                          |
| 1990      | Newhart                                              | Iron                                                                           | 1 episodio                               |
| 1991      | Timmy's Gift: A Precious Moments Christmas           | Titus                                                                          | Voz                                      |
| 1993      | The Andy Griffith Show Reunion                       | Él mismo                                                                       |                                          |
| 1994      | Burke's Law                                          |                                                                                | 1 episodio                               |
| 1993      | Step by Step                                         | Deputy Feif                                                                    | 1 episodio                               |
| 1997-1998 | 101 Dalmatians: The Series                           | Voces adicionales                                                              | Voz. 2 episodios                         |
| 1998      | E! True Hollywood Story                              | Él mismo                                                                       | 1 episodio                               |
| 1999      | Late Night with Conan O'Brien                        | Él mismo                                                                       | 1 episodio                               |
| 1999      | Jingle Bells                                         | Kris                                                                           | Voz                                      |
| 2000      | Inside TV Land: The Andy Griffith Show               | Él mismo                                                                       |                                          |
| 2000-2002 | Biography TV Documentary                             | Él mismo                                                                       | 2 episodios                              |
| 2002      | Biography: John Ritter: In Good Company              | Él mismo                                                                       |                                          |
| 2002      | Inside TV Land: Cops on Camera                       | Él mismo                                                                       |                                          |
| 2003      | Odd Job Jack                                         | Dirk Douglas                                                                   |                                          |
| 2003      | 8 Simple Rules                                       | Él mismo                                                                       |                                          |
| 2003      | Larry King Live                                      | Él mismo                                                                       |                                          |
| 2003      | The Andy Griffith Show: Back To Mayberry             | Él mismo/Barney Fife                                                           |                                          |
| 2004      | TV Lands Top Ten                                     | Él mismo                                                                       | 1 episodio                               |
| 2004      | Johnny Bravo (serie de dibujos animados)             | Don Knotts                                                                     | Voz, episodio: «Johnny Makeover»         |
| 2005      | That '70s Show                                       | The Landlord                                                                   |                                          |
| 2005      | Las Vegas                                            | Él mismo                                                                       |                                          |
| 2005      | The 3rd Annual TV Land Awards                        | Paul Young                                                                     | Segmento: «Desperate Classic Housewives» |
|           | Robot Chicken                                        | Él mismo                                                                       |                                          |
| 2006      | Hatching Chicken Little                              | Él mismo                                                                       |                                          |
| 2006      | CMT: The Greatest - 20 Greatest Country Comedy Shows | Él mismo                                                                       |                                          |

- Aquellos maravillosos 70 (2006)
- Three's Company (Apartamento para tres/Tres son multitud, 1979-1984)

### Videojuegos
| Año  | Título                           | Personaje         | Notas |
| ---- | -------------------------------- | ----------------- | ----- |
| 2002 | Scooby-Doo! Night of 100 Frights | The Groundskeeper |       |

### Vídeos animación
| Año       | Título             | Personaje | Notas |
| --------- | ------------------ | --------- | ----- |
| 2003-2006 | Hermie and Friends | Wormie    |       |